# 天主教兰辛教区
天主教蘭辛教區（拉丁語：Dioecesis Lansingensis）是美國一個羅馬天主教教區。屬底特律總教區。成立於1937年5月22日。
教區範圍包括密西根下半島南部共十五縣，教座位於州府蘭辛。2004年有教友227,305人、九十五個堂區、184名司鐸。現任主教為小厄爾·A·博耶伊。